# Przyjaciele z uniwerku
Friends from College – amerykański serial telewizyjny (komedia), którego twórcami są Nicholas Stoller oraz Francesca Delbanco.
Wszystkie 8 odcinków pierwszej serii zostało udostępnionych 14 lipca 2017 roku  na stronie internetowej platformy Netflix.

22 sierpnia 2017 roku platforma Netflix ogłosiła zamówienie drugiego sezonu. W lutym 2019 roku Netflix poinformował o anulowaniu produkcji trzeciego sezonu.

## Fabuła
Serial opowiada o grupie przyjaciół 40 latków, którzy znają się od czasów studiów na Harvardzie.

## Obsada

### Główna
- Keegan-Michael Key jako Ethan Turner[4]
- Cobie Smulders jako Lisa Turner[4]
- Annie Parisse jako Samantha Delmonico[4]
- Nat Faxon jako Nick Ames[4]
- Fred Savage jako Max Adler[4]
- Jae Suh Park jako Marianne[4]

### Role drugoplanowe
- Billy Eichner jako dr Felix Forzenheim[5]
- Greg Germann jako John Spurling
- Sarah Chalke jako Merill Morgan (sezon 2)
- Zack Robidas jako Charlie (sezon 2)

### Występy gościnne
- Seth Rogen jako Party Dog
- Kate McKinnon

## Odbiór
Spośród 48 recenzji krytyków w serwisie Rotten Tomatoes 25% z nich było pozytywnych recenzji (pozostałe były negatywne).

## Odcinki
| Sezon | Sezon | Odcinki | Oryginalna emisja Netflix | Oryginalna emisja Netflix | Oryginalna emisja Netflix Polska | Oryginalna emisja Netflix Polska | Oryginalna emisja Netflix Polska |
| Sezon | Sezon | Odcinki | Premiera sezonu           | Finał sezonu              | Premiera sezonu                  | Finał sezonu                     |                                  |
| ----- | ----- | ------- | ------------------------- | ------------------------- | -------------------------------- | -------------------------------- | -------------------------------- |
|       | 1     | 8       | 14 lipca 2017             | 14 lipca 2017             | 14 lipca 2017                    | 14 lipca 2017                    |                                  |
|       | 2     | 8       | 11 stycznia 2019          | 11 stycznia 2019          | 11 stycznia 2019                 | 11 stycznia 2019                 |                                  |

### Sezon 1 (2017)
| Nr | # | Tytuł                | Reżyseria        | Scenariusz                           | Premiera Netflix | Premiera Netflix Polska |
| -- | - | -------------------- | ---------------- | ------------------------------------ | ---------------- | ----------------------- |
| 1  | 1 | Welcome to New York  | Nicholas Stoller | Nicholas Stoller, Francesca Delbanco | 14 lipca 2017    | 14 lipca 2017           |
| 2  | 2 | Connecticut House    | Nicholas Stoller | Nicholas Stoller, Rob Weiner         | 14 lipca 2017    | 14 lipca 2017           |
| 3  | 3 | All-Nighter          | Nicholas Stoller | Nicholas Stoller, Andrew Gurland     | 14 lipca 2017    | 14 lipca 2017           |
| 4  | 4 | Mission Impossible   | Nicholas Stoller | Nicholas Stoller, Francesca Delbanco | 14 lipca 2017    | 14 lipca 2017           |
| 5  | 5 | Party Bus            | Nicholas Stoller | Justin Nowell                        | 14 lipca 2017    | 14 lipca 2017           |
| 6  | 6 | Second Wedding       | Nicholas Stoller | Colleen McGuinness                   | 14 lipca 2017    | 14 lipca 2017           |
| 7  | 7 | Grand Cayman         | Nicholas Stoller | Rob Weiner                           | 14 lipca 2017    | 14 lipca 2017           |
| 8  | 8 | A Night of Surprises | Nicholas Stoller | Nicholas Stoller, Francesca Delbanco | 14 lipca 2017    | 14 lipca 2017           |

### Sezon 2 (2019)
| Nr | # | Tytuł                | Reżyseria          | Scenariusz                           | Premiera Netflix | Premiera Netflix Polska |
| -- | - | -------------------- | ------------------ | ------------------------------------ | ---------------- | ----------------------- |
| 9  | 1 | The Engagement Party | Nicholas Stoller   | Francesca Delbanco, Nicholas Stoller | 11 stycznia 2019 | 11 stycznia 2019        |
| 10 | 2 | Storage Unit         | Nicholas Stoller   | Andrew Gurland                       | 11 stycznia 2019 | 11 stycznia 2019        |
| 11 | 3 | Out All Night        | Nicholas Stoller   | Guy Endore-Kaiser                    | 11 stycznia 2019 | 11 stycznia 2019        |
| 12 | 4 | The Bachelor Party   | Andrew Gurland     | Justin Nowell                        | 11 stycznia 2019 | 11 stycznia 2019        |
| 13 | 5 | Old Habits           | Andrew Gurland     | Ian Edwards                          | 11 stycznia 2019 | 11 stycznia 2019        |
| 14 | 6 | Free Fall            | Nicholas Stoller   | Alexandra Rushfield                  | 11 stycznia 2019 | 11 stycznia 2019        |
| 15 | 7 | Fireworks            | Francesca Delbanco | Francesca Delbanco, Nicholas Stoller | 11 stycznia 2019 | 11 stycznia 2019        |
| 16 | 8 | The Wedding          | Nicholas Stoller   | Francesca Delbanco, Nicholas Stoller | 11 stycznia 2019 | 11 stycznia 2019        |

## Produkcja
W sierpniu 2016 roku ogłoszono, że Keegan-Michael Key, Cobie Smulders, Annie Parisse, Nat Faxon, Fred Savage oraz Jae Suh Park dołączyli do obsady komedii.
W październiku 2016 roku poinformowano, że Billy Eichner wcieli się w dr Felixa Forzenheima.